# あしたのSHOW
『あしたのSHOW』（あしたのしょう）は、2017年4月7日から2019年12月31日までTOKYO MXで放送されていた映画情報番組。2020年1月7日から独自のプラットフォームを開設し、映画配信サイトとして再スタート。

## 概要
日本に1時間に満たない短編映画を紹介する機会がないことから企画、制作されたインディーズ短編映画の紹介番組。映画本編以外の時間は制作にかかわった監督や俳優を招き、制作経緯やこだわった点、難しかった点、役作りなどの裏話をトークする。番組キャッチフレーズは「熱き志を持った作品を紹介するそれがあしたのSHOWです!」
2017年4月から2019年12月までTOKYO MXにて30分番組として製作、放映。累計118本の作品を放送。『カメラを止めるな』でブレイク前の上田慎一郎監督の短編作品『ナポリタン』も紹介していた(2018年2月15日・22日放映、第46・47回)。後に『PUI PUI モルカー』の監督として知られるようになる見里朝希監督の短編作品も『PUI PUI モルカー』放映前に紹介した（2019年3月25日放映、104回）。Amazon Prime Videoで配信され話題になった堀貴秀監督の『JUNK HEAD』もAmazon Prime Video配信前に紹介していた（2019年2月11日放映、第98回）。
2020年1月からウェブサイトをリニューアルしたうえで配信番組へと移行した。地上波では30分という放送枠の兼ね合いから、前編・後編に分けなければいけない作品や、CM挿入の観点からの本編カットなどを迫られること。また深夜帯ではあるものの地上波であることから表現規制が求められ、苦渋の選択で編集を余儀なくされることがあったためで、移行後は作品をフル尺で配信している。
1週間の配信料だけを製作者へ支払い、映画上映や映画祭への出品は自由にしてもらいたいという趣旨から配信期間は1週間でアーカイブは残していない。制作・運営はプリネッツピクチャーズ。
2023年5月9日、同月末をもって一旦終了することが発表された。最終回となった作品は山口龍太朗監督『人』（2023年4月5日公開、5月5日公開終了）。

## 出演者
- 司会（MC）とアシスタントは週替わり。地上波初回は番組プロデューサーである水谷匡宏が司会を担当[6]。

### 主な司会出演者
- 氏神一番
- 松崎まこと
- 植村喜八郎
- 南部虎弾
- 中村有志
- なべおさみ
- なべやかん
- 石田信之
- 伴大介

## 音楽
主題歌
槇原敬之『Curtain Call』
作詞：槇原敬之　作曲：槇原敬之（Buppuレーベル）
番組初期から主にMXTV放映時期に主題歌として使用された。
T.O feat.Psriscilla Ventura & Daniel Bourget『LIAR Emotional Mix』
作詞：Daniel Bourget　作曲：T.O
番組後期からの主題歌。
エンディングテーマ
中村明弘『鼓動』
作詞：中村明弘　作曲：中村明弘（lifetone music）
番組初期から主にMXTV放映時期に主題歌として使用された。
T.O feat.Psriscilla Ventura & Daniel Bourget『Perfect Stranger』
作詞：Daniel Bourget　作曲：T.O
番組後期からのエンディングテーマ。

## スタッフ
- 企画・プロデューサー：水谷匡宏
- 構成：松崎まこと、高津直子、クマテケイ、山田高司、他
- 演出：水谷匡宏、薄井清勝、他
- 撮影：西川祐司、本木真武太、福島直樹、望月集夢、親川龍之介、渡邊清一、松岡峻、山田高司、他
- スチール：西川祐司、望月集夢
- 音声：落合諒磨、親川龍之介
- ヘアメイク：鈴木茜、降幡あずさ、清板由貴、他
- 編集：洞口明日香、母里優美
- タイトルデザイン：湖川友謙
- オープニング：絵コンテ・演出：下山真吾（シモグミ）
  - 作画：宮沢信夫（テレコム・アニメーションフィルム）
- 番組監督：水谷匡宏
- 宣伝：東かほり
- 協力：松崎まこと、神原健太朗、重原教信、高須昌也、クイン加藤、薄井清勝、山田高司、他
- 制作：プリネッツ・ピクチャーズ
- 製作著作：株式会社プリネッツ

## 主な紹介映画
- 上田慎一郎監督『ナポリタン』
- 見里朝希監督『マイリトルゴート』『あたしだけをみて』『Ｃａｎｄｙ．ｚｉｐ」』
- 堀貴秀監督『JUNK HEAD 1』
- 河崎実監督『燃えよ電エース 俺たちのアモーレ』『干支天使チアラット』（予告編）
- 松本花奈監督『過ぎて行け、延滞10代』
- ふくだみゆき監督『こんぷれっくす×コンプレックス』
- 木場明義監督『ゴースト・イスト』『サイキッカーZ』
- 山村もみ夫監督『アパートメントコンプレックス』
- 松本動監督『ガチャガチャ/GACHA GACHA』
- 松本卓也監督『赤い炎の女』
- 大川祥吾監督『水戸黄門Z』
- 加藤行宏監督『姉は自由人』
- アベユーイチ監督『すべり台』
- 金井純一監督『転校生』
- 井樫彩監督『溶ける』
- 小原正至監督『AYESHA』『THE ANCESTOR』
- 粟津順監督『惑星大怪獣ネガドン』
- 板垣雄亮監督『はりこみ』
- 藤田容介監督『ハゲマシガールズ』
- 関口現監督『せびろやしき』
- あべ美佳監督『キッチン』
- 永田琴監督『日にち薬』『我愛你 in TOKYO』
- 古新舜監督『洗濯機は僕らを回す』『えんがわ』
- 佐藤懐智監督『走馬燈屋の退屈』
- 高橋雄祐監督『still dark』
- 川尻将由監督『ある日本の絵描き少年』